# Тулянцев, Андрей Анатольевич
Андрей Анатольевич Тулянцев (укр. Андрій Анатолійович Тулянцев; род. 16 мая 1962, Кривой Рог, Днепропетровская область) — украинский театровед, журналист, педагог и общественный деятель. Лауреат премии им. Д. Яворницкого. Участник VIII международного салона по туризму и путешествиям (Ансамбль «Днепряне», Париж, Дворец конгрессов, 1981). Артистический директор оперного турне «Кармен» Ж. Бизе по городам Франции, Италии, Испании. Член жюри фестиваля-конкурса на лучший театральный спектакль Приднепровья «Сичеславна» (Национальный академический театр оперы и балета Украины имени Т. Шевченко). Делегат первого съезда Национального Союза театральных деятелей Украины. Член Национальных союзов: музыкальных и театральных деятелей Украины.

## Биография
Родился 16 мая 1962 года в городе Кривой Рог Днепропетровской области. В 1986 году окончил филологический факультет Днепропетровского государственного университета по специальности «Французский язык и литература», затем, в 1995 году, аспирантуру Института искусствоведения, фольклористики и этнологии им. М. Рыльского Национальной академии наук Украины по специальности «Театральное искусство». В 2000 году, под руководством академика Ю. Станишевского написал диссертацию «Творчий шлях Дніпропетровського робітничого оперного театру і проблеми становлення українського оперно-балетного мистецтва 1920—1940 рр.»[значимость факта?]. Публиковался в научных сборниках ВАК Украины, участвовал в телевизионных передачах «Портрет», «Чарівне закулісся», «Інтерв’ю».

## Профессиональная деятельность
- газета «Днепр вечерний»[1] (заведующий отделом культуры)

* агентство «Новая опера» (международный отдел)
- Днепропетровский академический украинский музыкально-драматический театр им. Т. Шевченко (заведующий литературной частью)
- Днепропетровский академический театр русской драмы им. М. Горького (помощник художественного руководителя)[источник не указан 3769 дней]
- Днепропетровский Национальный университет им. Олеся Гончара (доцент кафедры изобразительного искусства и дизайна факультета украинской и зарубежной филологии и искусствоведения)[2]

* Днепропетровсий филиал Киевского Национального университета культуры и искусств (доцент)
- Театральный менеджер-стажер в музыкальных театрах Франции (Тулуза, Гренобль, Ницца, Канн), Польши (Варшава, Краков, Катовице), Германии (Берлин)
- Музыкальные редакции Украинского телевидения, Радио, Киевской киностудии художественных фильмов им. А. Довженко
- Сотрудник  Compagnie Lyrique Artistique International[источник не указан 3769 дней]
- Доцент[3], заведующий оперной студией Днепропетровской консерватории им. М. Глинки (с 2008 г. по настоящий день)[4].

## Выпускники
- Ирина Петрова[5](Национальный академический театр оперы и балета Украины имени Т. Шевченко)
- Надежда Еременко[6], Александр Клименко, Татьяна Позывайло[7] (Днепропетровский государственный академический театр оперы и балета)
- Максим Данилов[8], Юлия Борисова[9] (Киевский академический областной музыкально-драматический театр имени П. К. Саксаганского)
- Андрей Коробейник[10] (Днепродзержинский академический музыкально-драматический театр им. Леси Украинки)
- Анна Радушева[11] (Крымский украинский музыкальный театр)
- Татьяна Дидур[12] (Николаевский академический украинский театр драмы и музыкальной комедии)
- Екатерина Антихевич (Курсакова)[13], Александр Пасека (Днепропетровский драматический театр имени Т. Шевченко)
- Юлия Тынная (Криворожский городской театр драмы и музыкальной комедии имени Т. Г. Шевченко).[значимость факта?]

## Творчество
- Книги:
  - А.Тулянцев. «Жан Мельников». — Украина, Днепропетровск: РИО АП "Днепропетровская книжная типография", 2002. — 336 с. — ISBN 966-7935-17-5.
  - А.Тулянцев. «Художник Театра Зиновий Фукс». — Москва: Галерея "Времена года". — 203 с. — ISBN 5-89655-001-4.
  - А.Тулянцев. «Днепропетровский академический театр русской драмы им.М.Горького. 80 лет». — Украина, Днепропетровск: Д. : Монолит, 2007. — 191 с. — ISBN 978-966-7455-64-4.
  - А.Тулянцев. «Анатолий Дудка». — 2014.
  - А.Тулянцев. «Творчий шлях Дніпропетровського робітничого оперного театру і проблеми становлення українського оперно- балетного мистецтва (1920-1940)». — Украина, Киев: НАН України, Ін-т мистецтвознав., фольклористики та етнології ім. М. Т. Рильського., 2000. — 192 с.

- Искусствоведческие разделы в книгах:
  - «Народный артист Украины Сергей Бондур» (1997)
  - «Театральная летопись длиною в четверть века» (1999)
  - «Скульптор Петро Куценко» (2000)
  - «Миті життя» (2001)
  - «Дніпропетровськ на рубежі тисячоліть» (2001)
  - «Наш дім ДНУ» (2004)
  - «Театральна енциклопедія Дніпропетровщини» (2005)
  - «Шевченкіана Придніпров’я» (2008)
  - «Люди і долі» (2008)
  - «Соловьиный романс длиною в жизнь» (2009)
  - «Угол отражения» (2010)
  - «Орав свій переліг» (2012)
  - «Аріадна Поставна» (2013)
- Титульный рецензент книг:
  - «Создание вокально-актерского художественного образа» (1993)
  - «Днепропетровский русский драматический театр им. М.Горького» (1996)
  - «Creation of the artistic vocal and scenic image» (2007)
  - «Театр Григорія Кононенка» (2008)
- Публикации в газетах Украины:
  - «Культура і життя»
  - «Прапор юності»
  - «Криворізький гірник»
  - «Днепр вечерний»
  - «Днепровская правда»
  - «Днепровская панорама»
  - «Днепровское время»
  - «Зоря»
  - «Горожанин»
  - «Сільські новини»
  - «Пульс»
  - «Дунавская правда» (Болгария)
  - «Вільна Україна» (США)
- Публикации в журналах:
  - «Музика» (Киев)
  - «Арт-лайн» (Киев)
  - «Борисфен» (Днепропетровск)
  - «Січеслав» (Днепропетровск)
  - «Театр плюс» (Днепропетровск)
  - «Просценіум» (Львов)
  - «Танец» (Харьков)
  - «Основа» (Канада)
  - «Мистецтвознавчі записки»[3] (Киев)

## Семья
Дочь — Тулянцева Валерия Андреевна. Окончила харьковскую национальную юридическую академию им. Ярослава Мудрого.
Жена - Тулянцева Инна Васильевна - судья Днепропетровского окружного административного суда.

## Награды
- Лауреат Премии им. Д. Яворницкого[14]
- Почетная награда главы Днепропетровского областного совета[15]
- Диплом Днепропетровской областной организации Национального Союза журналистов Украины (2008)[16]
- Диплом межобластной организации Национального Союза театральних деятелей Украины (2008)[17]